# 陡坡水库
陡坡水库是中国河南省南阳市镇平县境内的一座水库，位于潦河西支流上，建于1979年。水库正常库容为2583万立方米，集雨面积为92平方千米，海拔为197米。